# تلیگرام
تلیگرام (به انگلیسی: Taligram) یک منطقهٔ مسکونی در پاکستان است که در خیبر پختونخوا واقع شده‌است.